# Pandanus julianettii
Espèce
Pandanus julianettii est une espèce de plantes à fleurs de la famille des Pandanaceae et originaire de Nouvelle-Guinée. Cet arbre pousse principalement dans le biome tropical humide.
Appelée localement Karuka, Karuka nut ou Pandanus nut, c'est une plante d'une importante culture vivrière régionale en Nouvelle-Guinée. Ses noix sont plus nutritives que les noix de coco et sont si populaires que les villageois des hautes terres déplacent tous leurs foyers plus près des arbres pour la saison des récoltes,.

## Description
L'espèce a été décrite à l'origine en 1908 par Martelli à partir de quelques drupes dans les collections des jardins botaniques royaux de Kew. Il hésitait à décrire une nouvelle espèce uniquement à partir de celles-ci, mais leurs caractéristiques étaient si saillantes qu'il publia sa description.
L'arbre est dioïque (les plantes individuelles ont soit des fleurs mâles, soit des fleurs femelles), les arbres mâles étant peu communs par rapport aux femelles. Il atteint 10-30 m de hauteur et son tronc gris mesure 30 cm de diamètre et est soutenu par des racines tuteurées ou des contreforts volants jusqu'à 12 m de longueur et 15 cm ou plus de diamètre. Le tronc présente des marbrures blanches et est généralement lisse, avec des verrues occasionnelles ou de petits boutons ainsi que des anneaux de cicatrices foliaires. L'intérieur du tronc est moelleux et dépourvu de cambium. Le sommet de l'arbre se ramifie parfois, produisant trois ou quatre couronnes de feuilles. Chaque couronne produit une seule grappe de noix, généralement une fois toutes les deux saisons. La production est affectée par la saisonnalité des précipitations locales.
Les feuilles s'enroulent en spirale le long du tronc en paires opposées,. Les grandes feuilles coriaces mesurent 3-4 m de long et 8-12 cm de large. L'apex de la feuille est atténué et doublement plissé le long des marges et de la nervure médiane. Les feuilles sont vert foncé sur le dessus et cyan terne en dessous.
L'inflorescence des arbres mâles est un spadice densément ramifié avec une douzaine de longs épis, chacun contenant de nombreuses phalanges. Dans chaque phalange se trouve une colonne de 3 mm de long surmontée de nombreuses anthères subsessiles. Les fleurs mâles sont blanches et l'organe floral mâle entier peut mesurer jusqu'à 2 m de long.
Le pollen présente une paroi externe non ornée (exine psilate) de 0,8 μm d'épaisseur. L'ornementation est granuleuse entre les épines courtes. L'ouverture mesure 3 μm de diamètre. Les grains de pollen mesurent en moyenne 30 × 14,5 μm.
Sur les arbres femelles, l'inflorescence est un seul syncarpe ellipsoïde ou ovoïde, ou un capitule fructifère, avec des bractées blanc cassé. Les fleurs femelles peuvent produire des fruits sans pollinisation et sont généralement les seuls arbres cultivés. L'arbre cesse de produire des feuilles lorsque de nouveaux fruits poussent. Le syncarpe possède jusqu'à un millier de carpelles unicellulaires densément regroupés qui se transforment plus tard en drupes,.
Les drupes en forme de pentagones mesurent jusqu'à 12 cm de long et ont une base pointue, mais mesurent généralement 9 × 1,5 cm et sont de couleur bleu-vert pâle. Chaque grappe contient un millier de noix. L'endocarpe est osseux et fin mesurant 55 mm de long, avec des bords arrondis d'environ 15 mm de large. La locule porteuse de graines mesure environ 4 cm de long. Le cœur de la tête mature (mésocarpe) a l'apparence d'un nid d'abeille et est spongieux et rose. Le sommet du mésocarpe est fibreux, à partir de 3 cm de long. Bien que Martelli n'ait pas eu de syncarpe complet, il savait que la grappe de fruits devait être grande, l'estimant à au moins 30 cm de diamètre. Il avait raison, car la grappe de fruits mesure généralement de 15 à 30 cm de diamètre. Une tête et une tige matures pèsent jusqu'à 16 kg, mais en moyenne 6 kg, toutefois des poids allant jusqu'à 27 kg ont été signalés.
Pandanus julianettii ressemble le plus à ''Pandanus utilissimus, que l'on trouve aux Philippines.
D'autres Pandanus produisent des noix qui sont également récoltées et consommées, telles que : Pandanus antaresensis, Pandanus brosimos, Pandanus dubius, Pandanus iwen, Pandanus limbatus et Pandanus odoratissima.
Benjamin Clemens Stone (d) postule que P. julianettii et P. brosimos sont une seule et même espèce avec de nombreuses variétés, mais ne soutient pas ce point. Cependant, Simon G. Haberle (d) note que le pollen des deux arbres est impossible à distinguer par microscopie optique P. iwen pourrait également faire partie de ce complexe d'espèces.

## Répartition et habitat
Les spécimens types de Giulianetti ont été collectés à Vanapa en Nouvelle-Guinée britannique (aujourd'hui le sud de la Papouasie-Nouvelle-Guinée). On trouve cet arbre cultivé ou sauvage en Nouvelle-Guinée, en Papouasie-Nouvelle-Guinée et en Indonésie (Papouasie centrale et Papouasie des hautes terres),. On trouve des arbres sauvages sur la péninsule de Huon et dans les hautes terres de la cordillère centrale de Nouvelle-Guinée,. En Papouasie-Nouvelle-Guinée, l'arbre est le plus souvent cultivé dans les provinces de Southern Highlands, Western Highlands, Eastern Highlands, Enga et Chimbu, et on le trouve dans toutes les provinces du continent, à l'exception de East Sepik. Il pousse dans les forêts de montagne entre 1 300 et 3 300 m d'altitude dans les zones où la pluviométrie annuelle moyenne est de 2 000 à 5 000 mm,. Il pousse dans les sols secs et humides,, mais préfère une bonne fertilité du sol. Les arbres poussent en groupes touffus de cinq à dix individus par hectare.

## Écologie
Le karuka produit des fruits vers février, avec une saison secondaire occasionnelle en juillet. En général, chaque branche ne fleurit qu'une année sur deux. Le syndrome de pollinisation naturelle est inconnu, mais les fleurs peuvent être pollinisées par l'homme. La dispersion des graines se fait par l'homme, les oiseaux et d'autres animaux. Selon le peuple Kalam de la province de Madang, le rat à queue mosaïque de Lorentz (Paramelomys lorentzii) contribue à la dispersion des graines du karuka et, au bout de trois jours, il ne restera plus rien d'un syncarpe tombé sur le sol d'une forêt.
Les organismes nuisibles au karuka comprennent la tache foliaire, la tache foliaire diffuse, la moisissure noire des feuilles (Lembosia pandani), la fumagine (Meliola juttingii) et les champignons sur les graines (Macrophoma pandani). Les moisissures foliaires ne causent pas beaucoup de dégâts. La fumagine semble se développer sur les excréments d'insectes. La moisissure noire des feuilles n'affecte que certaines variétés.
La bactérie Pectobacterium carotovorum subsp. carotovorum peut également provoquer une pourriture molle bactérienne et une nécrose des feuilles, mais provoque des dommages plus graves aux espèces apparentées comme Pandanus conoideus.
Les criquets des buissons sont de sérieux insectes nuisibles, notamment Segestes gracilis et Segestidea montana, qui mangent les feuilles et peuvent parfois tuer les arbres. Les producteurs placent des feuilles et de l'herbe entre les feuilles de la couronne pour empêcher les insectes d'entrer. Une espèce inconnue de « grub noire » creuse dans la grappe et mange le cœur spongieux, ce qui fait noircir les noix et fait tomber toute la grappe de l'arbre. Les coléoptères xylophages attaquent parfois la racine de l'arbre.
Les Possums mangent également les noix, tout comme les rongeurs notamment les espèces Anisomys imitator, Hyomys goliath, Mallomys rothschildi et Uromys anak. Les producteurs placent des plates-formes ou d'autres obstacles sur les troncs des arbres pour bloquer les ravageurs,.
Les noix récoltées sont souvent endommagées par les rats et les cafards. Suspendre les noix dans les zones enfumées au-dessus des feux peut empêcher cela, mais après un certain temps, le goût des noix est affecté.

## Pandanus julianettiiet l'Homme
En Nouvelle-Guinée, le karuka est une plante cultivée et a été utilisé comme source alimentaire majeure depuis près de 31 000 ans. En Papouasie-Nouvelle-Guinée, près de deux millions de personnes (soit près de la moitié de la population rurale) vivent dans des régions où le karuka est couramment consommé. La demande est forte dans les hautes terres de Nouvelle-Guinée : des familles entières (y compris les porcs domestiques, qui sont parfois nourris de fruits) quittent les vallées pour des altitudes plus élevées au moment des récoltes, souvent pendant plusieurs semaines. Chaque ménage possède en moyenne de 12 à 176 arbres.
Le commerce du karuka est à petite échelle et non commercial. Les marchés locaux proposent généralement de douze à cinquante fruits à la vente. Avec une certaine coordination entre les agences gouvernementales et le secteur privé, le karuka pourrait avoir accès au marché d'exportation. La culture a un potentiel moyen de commercialisation durable à grande échelle dans la région, mais il faut faire attention à l'expansion de l'agriculture dans les environnements locaux sensibles. Le régime alimentaire des propriétaires d'arbres pourrait également être influencé négativement par une commercialisation rapide.
L'endosperme, un noyau blanc, est consommé cru, grillé, fumé. Les noix qui ne sont pas consommées immédiatement sont généralement séchées au soleil pour être stockées. Les noyaux de karuka ont un goût sucré, de noix de coco,, ou savoureux et ressemblent à des noix. Le karuka fumé ou cuit est soit stocké dans des chevrons, soit vendu sur les marchés locaux. Les grappes crues peuvent également être conservées pendant des mois enfouies dans de la terre gorgée d'eau,, qui les fermente peut-être. C'est un aliment de base régional et l'une des rares plantes de la région à avoir une teneur élevée en protéines. Le cœur spongieux de la grappe de fruits multiples peut également être cuit et consommé après avoir retiré les noix,.

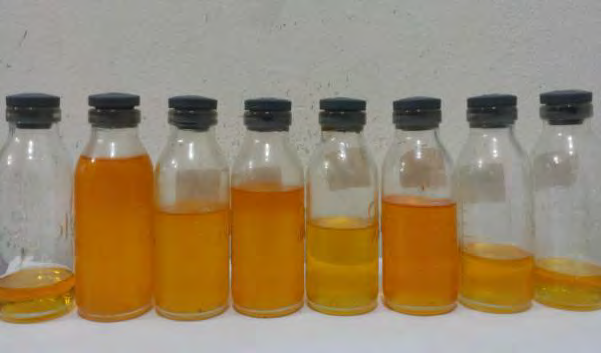
Flacons contenant de l'huile extraite des noix.

La teneur élevée en matières grasses signifie que les noix peuvent être transformées en une huile végétale jaune comestible. Karuka contient 52,39 % d'acide oléique, 44,90 % d'acide palmitique et 0,19 % d'acide stéarique. L'huile est une bonne source de vitamine E (α-tocophérol 5,03 mg/100 g). La couleur de l'huile provient des caroténoïdes, qui sont à une concentration de 2,75 μg/g. L'activité antioxydante de l'huile est assez faible, et elle est plus élevée en graisses saturées qu'en graisses insaturées.
Certains rapports subjectifs indiquent que les enfants sont en meilleure santé après la saison de karuka, mais il peut également y avoir une incidence accrue d'ulcères tropicaux et d'entérite nécrosante clostridienne (pig-bel) causée par Clostridium perfringens). Mais les liens, s'il y en a, ne sont pas clairs.
Les troncs et les racines des contreforts sont utilisés pour la construction. Les feuilles d'écorce sont utilisées pour les murs des maisons. Les feuilles sont utilisées pour les abris de brousse et les capes de pluie. Les feuilles étaient le matériau de construction préféré pour les habitations en Papouasie-Nouvelle-Guinée avant le contact colonial. Les feuilles blanches et durables de spathe sur les inflorescences mâles sont utilisées par les Wolas pour envelopper les coquilles de perles.
Le karuka peut être cultivé en coupant une branche mature et en la replantant par reproduction végétative. Les drageons peuvent également être replantés. Les pépinièristes plantent également des graines directement. De nouvelles noix pousseront lorsqu'un arbre aura au moins cinq ou six ans et pourront continuer à produire jusqu'à cinquante ans,. L'arbre peut tolérer des températures allant jusqu'à 3 °C pendant de longues périodes et 0 °C pendant de courtes périodes. La rusticité USDA est de 10 à 12, et est rustique jusqu'à la zone 10 dans le système britannique.
Dans le Upper Karint près de Pingirip, les karukas sont plantés comme lignes de démarcation entre les parcelles de jardin.

## Dans la culture
Dans la première ligue de rugby de la Province centrale de Papouasie-Nouvelle-Guinée, l'équipe du District de Goilala s'appelle les Karukas.

## Systématique
Le nom correct complet (avec auteur) de ce taxon est Pandanus julianettii Martelli,.

### Étymologie
Son épithète spécifique, julianettii, lui a été donnée en l'honneur du naturaliste et collectionneur de plantes Amadeo Giulianetti (d), qui a découvert les spécimens types originaux types.

## Publication originale
- (it) Ugolino Martelli, « Pandanus Nuove Specie Descritte Manipolo II », Webbia, Raccolta di Scritti Botanici, vol. 2,‎ décembre 1907, p. 423-439 (ISSN 2169-4060, OCLC 899525984, DOI 10.1080/00837792.1907.10803460, hdl 2027/mdp.39015038487925, lire en ligne, consulté le 2 août 2025)